# Cyprian Godebski (poet)

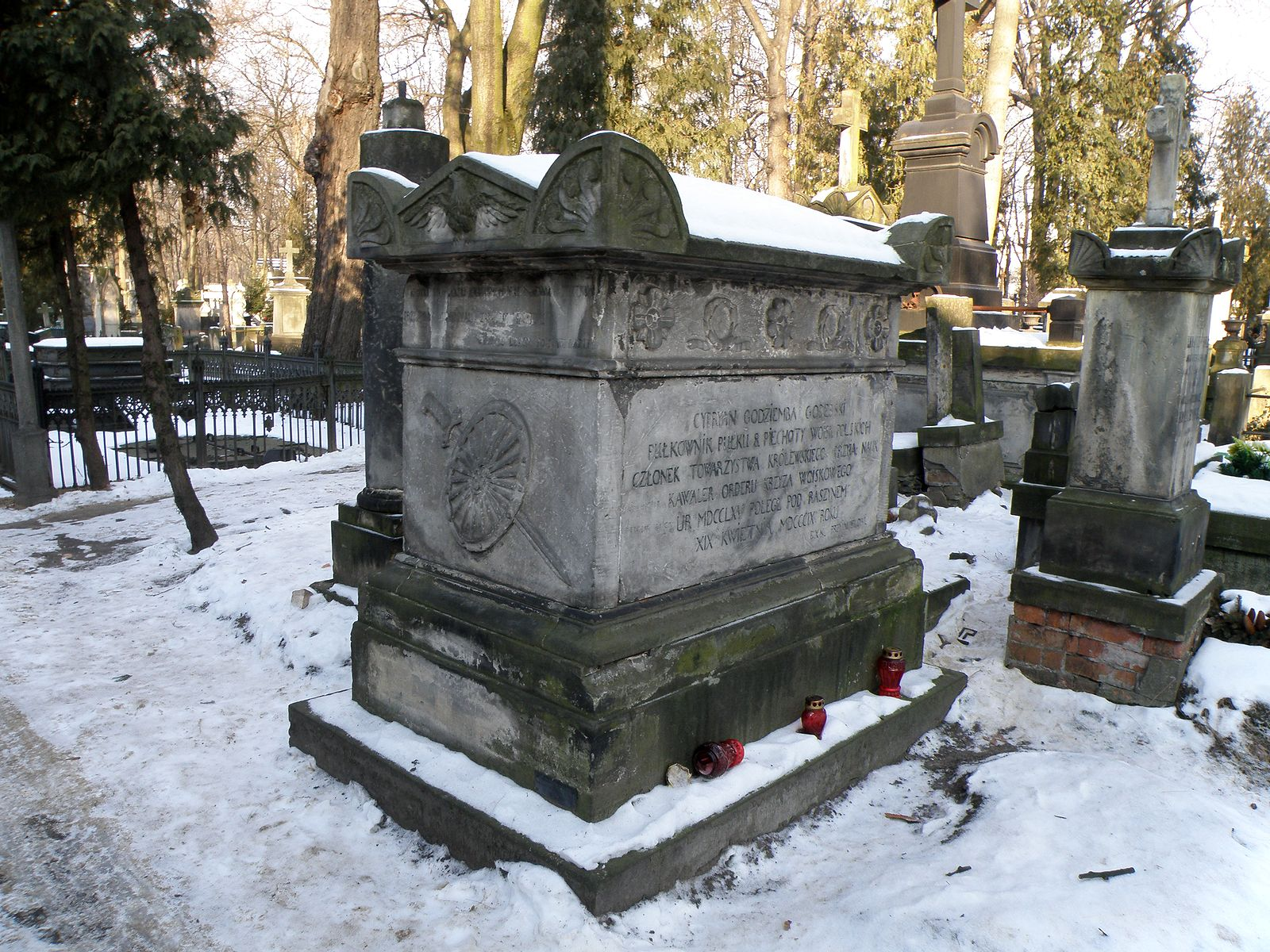
Mormântul lui Cyprian Goebski în Cimitirul Powązki din Varșovia

Cyprian Godebski (n. 1765, Volyn Polissia⁠(d), Ucraina – d. 19 aprilie 1809, Raszyn⁠(d), Mazovia, Polonia) a fost un ofițer, poet și nuvelist polonez, tatăl scriitorului și jurnalistului Franciszek Ksawery Godebski.

## Biografie
Provenea dintr-o familie nobiliară care făcea parte din clanul Godziemba. Cyprian Godebski s-a născut în Volânia în 1765 și a urmat studii la școala piaristă din Dąbrowica (Polesia). A început o carieră de avocat în barou, dar a renunțat la ea pentru a se dedica literaturii. A participat la Insurecția lui Kościuszko din 1794: a mers în Galiția pentru a-i ridica la luptă pe locuitorii polonezi de acolo, apoi s-a îndreptat cu același scop către Podolia și Volânia, dar înfrângerea Armatei Poloneze în Bătălia de la Maciejowice a determinat împărțirea completă a Poloniei între Rusia, Prusia și Austria. Godebski a purtat corespondență cu ambasadorul Franței la Constantinopol, iar, după interceptarea scrisorilor sale de către ruși, a emigrat în Europa de Vest. A ajuns inițial la Dresda, unde a rămas un timp pentru a se vindeca de pe urma unei boli grave.
Abia refăcut, Godebski a călătorit în 1798 în Italia, unde se formau Legiunile Poloneze sub comanda generalului Jan Henryk Dąbrowski. A ajuns la Roma în același timp cu generalul Franciszek Rymkiewicz, care venea de la Constantinopol, și a devenit aghiotantul acestuia. L-a însoțit la Mantova pe generalul Rymkiewicz, care fusese numit comandant al Legiunii a II-a. A desfășurat activități educative în rândul soldaților Legiunii a II-a și, în timp ce se afla în garnizoană la Mantova, a redactat împreună cu căpitanul Franciszеk Paszkowski revista legionară Dekada Legionowa („Decada Legiunii”), din care au apărut patru numere în anul 1799. A fost cel mai cunoscut reprezentant al poeziei legionare.
S-a distins în mai multe bătălii purtate din 1798 până în 1801 și a fost avansat la gradul de căpitan. A fost grav rănit în Asediul Veronei din 1799 și a fost transportat la un spital din Mantova, unde a rămas până la ocuparea orașului de austrieci. A mers la Paris, unde s-a alăturat, cu gradul de căpitan, Legiunii Dunării, aflate sub comanda generalului Karol Kniaziewicz, și s-a distins în bătăliile de la Offenbach, Höchstädt (1800), Philippsbourg, Hohenlinden (1800) și trecerea Inului până la încheierea Tratatului de la Lunéville (1801). Batalionul său a trecut apoi în Toscana, unde Legiunile Poloneze au fost dispersate în 1803 prin ordinul prim-consulului Napoleon Bonaparte.
Demobilizat din armată, Godebski și-a reluat activitatea literară. În perioada 1803-1806 a redactat, împreună cu Ksawery Kossecki, almanahul Zabawy Przyjemne i Pożyteczne. Începând din 1805 a fost membru al Societății Regale a Prietenilor Științei din Varșovia. A scris ode, fabule și satire originale sau inspirate din creațiile unor autori clasici ai vremii sale. Godebski a fost un poet preromantic minor, iar printre poeziile sale se află un poem clasic scris pe un ton elegiac „Wiersz do Legiów Polskich” (1805), în care elogia eroismul legionarilor polonezi care au participat la Campania lui Napoleon în Italia.

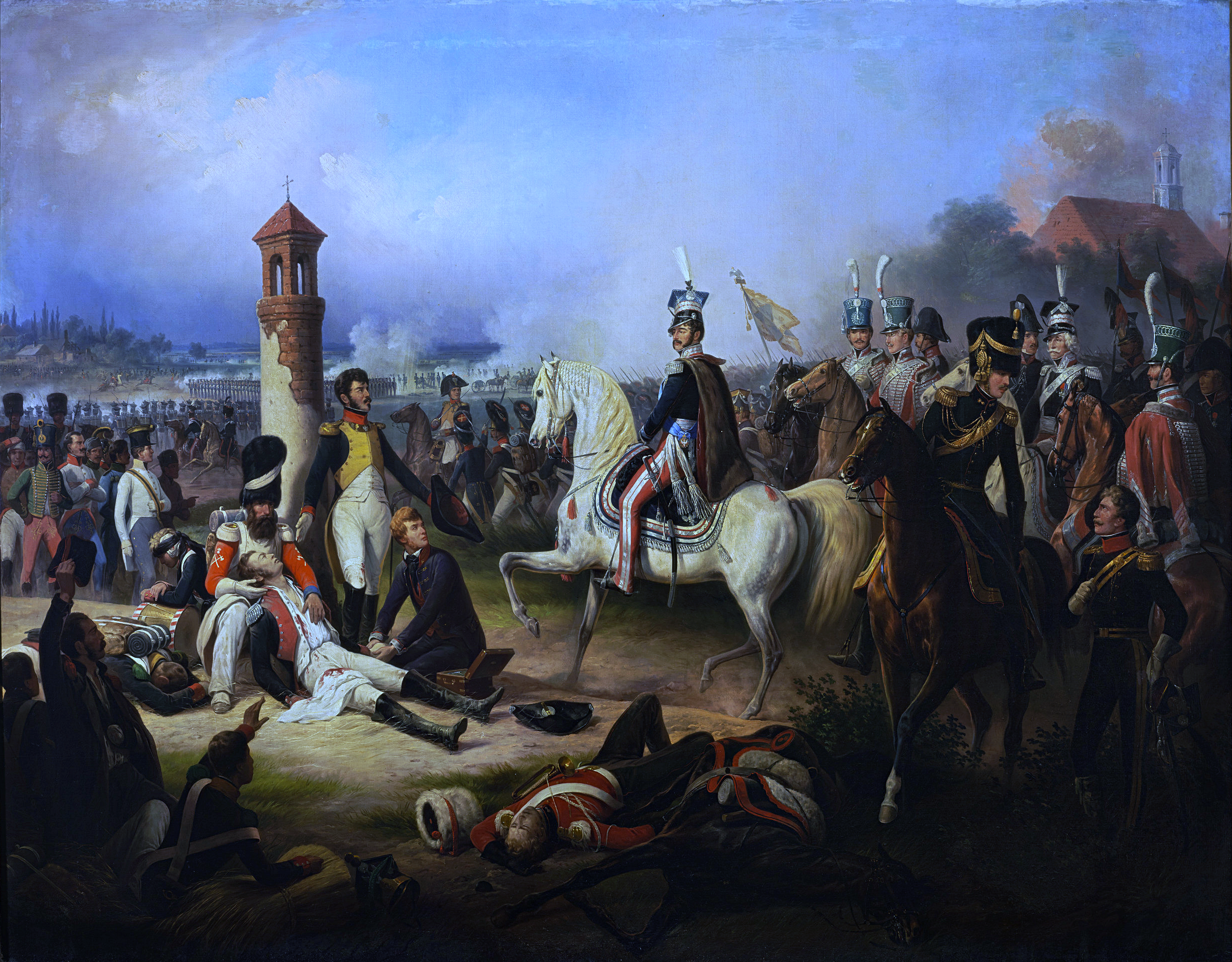
Moartea lui Cyprian Godebski în Bătălia de la Raszyn (1855), pictură realizată de January Suchodolski.

Când armatele franceze au intrat în Polonia în 1806, Godebski s-a prezentat comandanților militari francezi pentru a-și oferi serviciile și a primit comanda Regimentului 8 al Armatei Poloneze a Ducatului Varșoviei, cu gradul de colonel. După Tratatul de la Tilsit (1807), el a fost numit în octombrie 1807 de mareșalul Davout în postul de comandant al fortăreței Modlin. A devenit dezamăgit de politica lui Napoleon față de Polonia și a fost rănit mortal la 19 aprilie 1809 în timpul Bătăliei de la Raszyn în fruntea celor 1.500 militari ai regimentului său. A fost cavaler al Ordinului Militar Virtuti Militari.
Fiul său, Franciszek Ksawery, a publicat în anul 1811 două volume care cuprindeau o parte a operei sale literare.

## Cinstirea memoriei sale
Moartea lui Cyprian Godebski în Bătălia de la Raszyn a fost reprezentată în 1855 de pictorul polonez January Suchodolski (1797-1875) într-un tablou care se află în prezent în Muzeul Național din Varșovia.